# Bojna križarka
Bojna križarka je tip večje vojne ladje, ki je bila v uporabi v prvi polovici 20. stoletja. Nastala je kot posodobitev oklepne križarke. Glede velikosti in borbene moči jih uvrščajo med križarke in bojne ladje. Bojne križarke so glede izpodriva in oborožitve bile v večini primerov enakovredne bojnim ladjam; bile so hitrejše (hitrost primerljiva s križarkami) toda količina in rasporeditev oklepa sta bila nezadostna za spopad z bojnimi ladjami.
Njihov glavni namen je bil loviti in uničiti manjše vojne ladje ter se v primeru potrebe postaviti po robu bojnim ladjam.